# Teilchenbeschleuniger
Ein Teilchenbeschleuniger ist ein Gerät oder eine Anlage, in der elektrisch geladene Teilchen (z. B. Elementarteilchen, Atomkerne, ionisierte Atome oder Moleküle) durch elektrische Felder auf große Geschwindigkeiten beschleunigt werden. Im Innenraum des Beschleunigers herrscht im Allgemeinen Vakuum. Die physikalischen Gesetzmäßigkeiten und Funktionsweisen der verschiedenen Teilchenbeschleunigertypen beschreibt die Beschleunigerphysik.
Je nach Teilchenart und Beschleunigertyp können die beschleunigten Teilchen annähernd Lichtgeschwindigkeit erreichen. Ihre Bewegungsenergie (kinetische Energie) beträgt dann ein Vielfaches ihrer eigenen Ruheenergie. In diesen Fällen beschreibt die Spezielle Relativitätstheorie die Teilchenbewegung.
Die größten Beschleunigeranlagen werden in der Grundlagenforschung (bspw. in der Hochenergiephysik) eingesetzt, um mit den hochenergetischen Teilchen die fundamentalen Wechselwirkungen von Materie zu untersuchen und allerkleinste Strukturen zu erforschen. Daneben haben Teilchenbeschleuniger aber auch eine immer größere Bedeutung in der Medizin sowie für viele industrielle Anwendungen.
Großbeschleuniger werden im Fachjargon oft, aber etwas irreführend, als „Maschinen“ bezeichnet.

## Geschichte der Entwicklung zu immer höheren Energien

### Bis etwa 1950: der MeV-Bereich

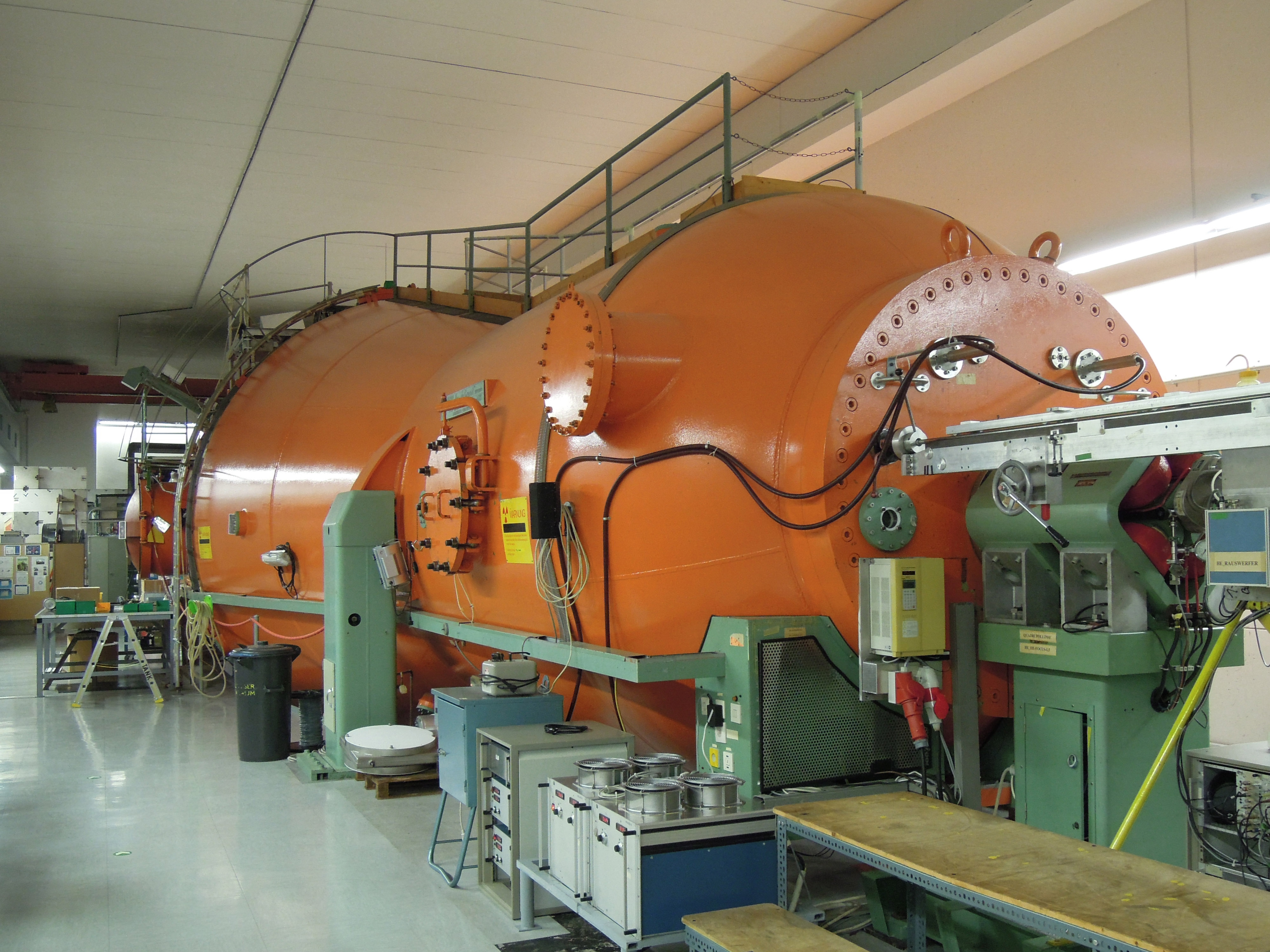
Tandembeschleuniger des Maier-Leibnitz-Laboratoriums

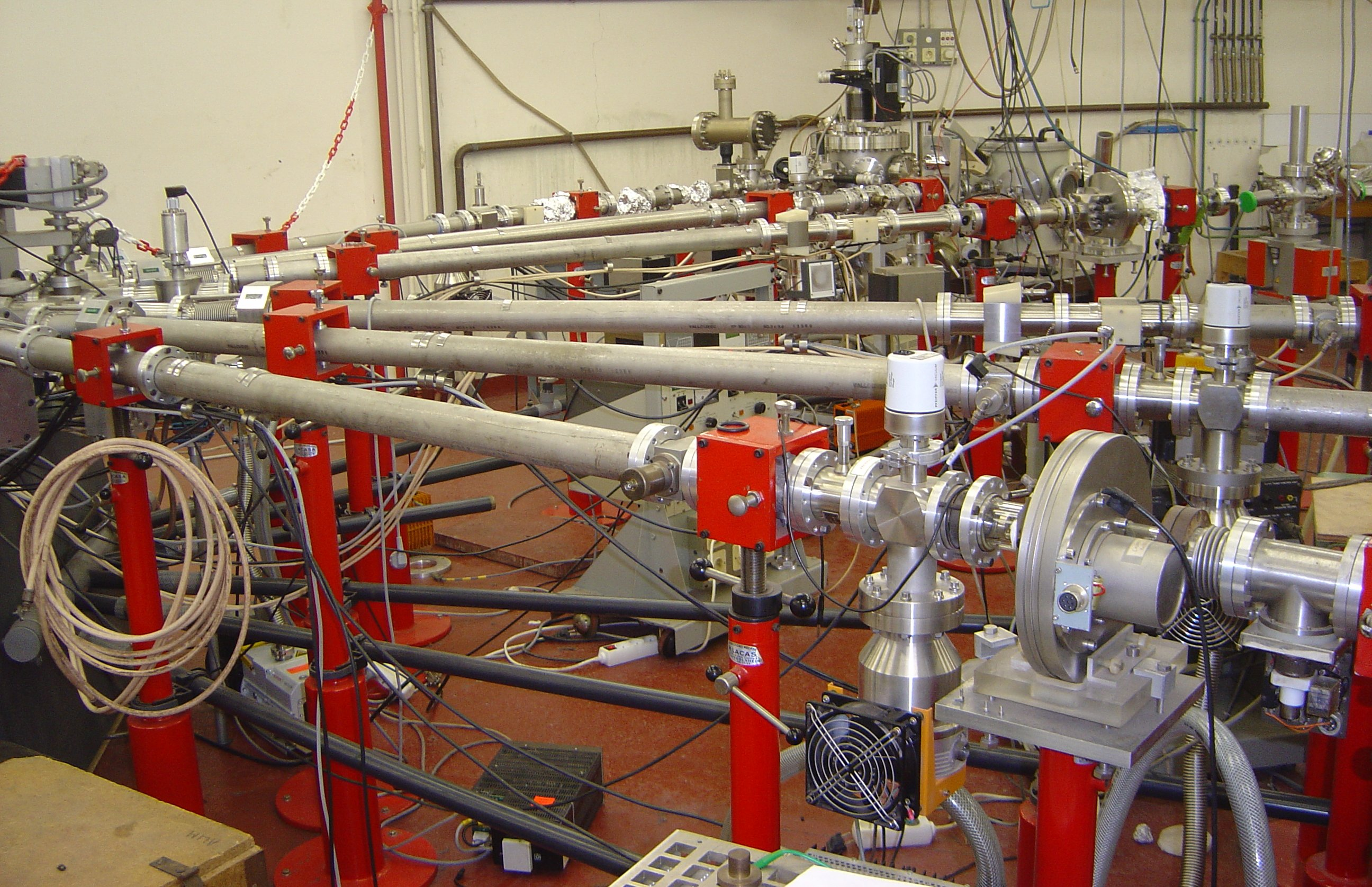
Fächerförmig verlaufende Strahlführungen in der Experimentierhalle einer Beschleunigeranlage

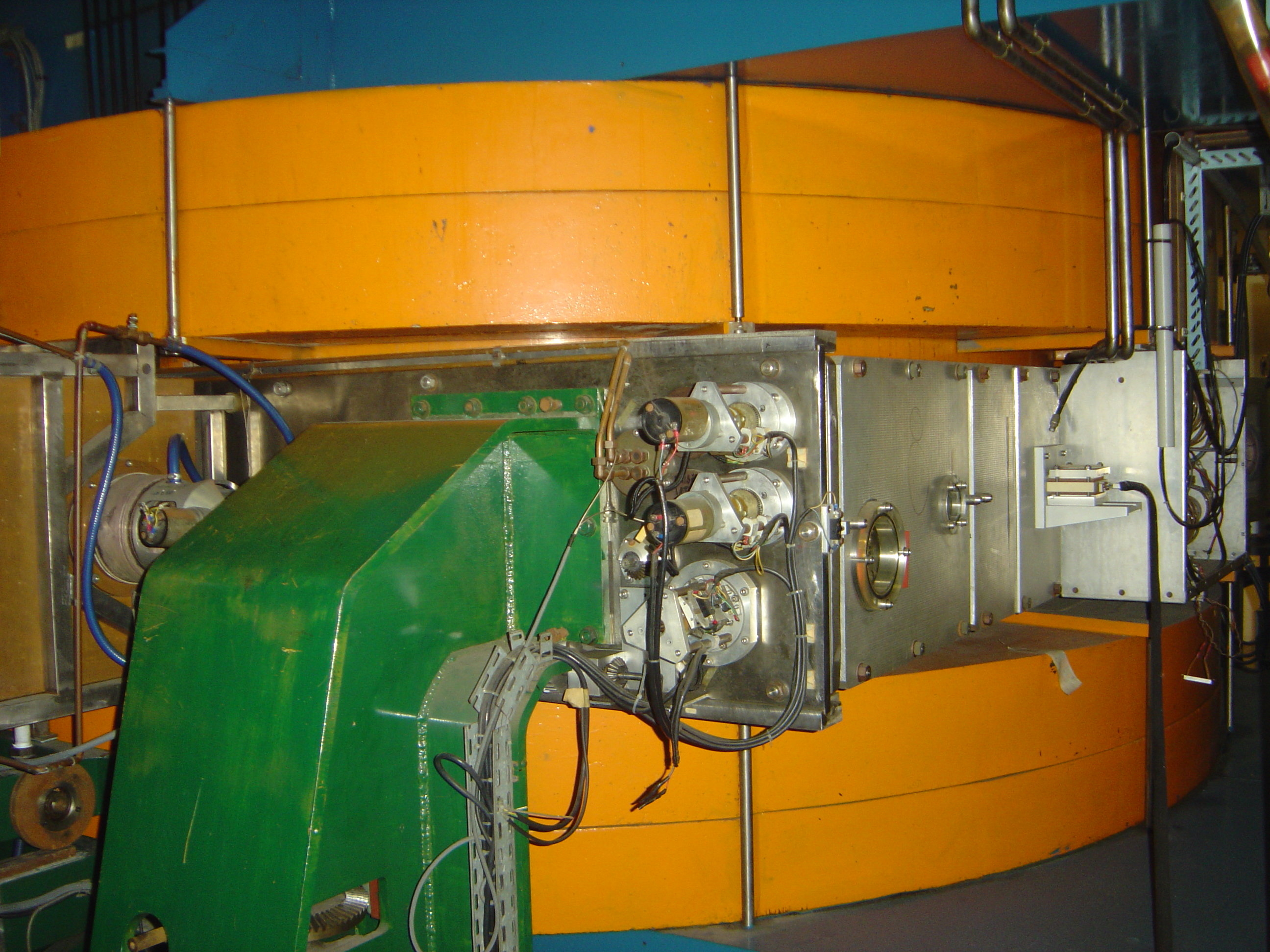
Zyklotron für die Protonentherapie

Die ersten Beschleuniger – noch nicht so bezeichnet – arbeiteten mit Gleichspannungen. Karl Ferdinand Braun entwickelte 1897 die Braunsche Röhre (Kathodenstrahlröhre), die 1906 von Max Dieckmann als Bildschreiber genutzt wurde. In der Weiterentwicklung als Fernsehröhre dominierte sie die Fernsehtechnik des 20. Jahrhunderts. In der Kathodenstrahlröhre werden Elektronen auf einen Leuchtschirm hin beschleunigt. Die in ihr enthaltene Elektronenkanone wird auch im Elektronenmikroskop und den heutigen Elektronenbeschleunigern genutzt.
Zu den Gleichspannungsbeschleunigern gehören der Cockcroft-Walton-Beschleuniger und der Van-de-Graaff-Beschleuniger mit Teilchenenergien von meist einigen MeV (Megaelektronenvolt). John Cockcroft und Ernest Walton gelang 1932 mit so beschleunigten Protonen erstmals die erste Auslösung einer Kernreaktion an leichten Atomkernen, damals Kern„zertrümmerung“ genannt.
Um höhere Energien zu erreichen, schlug Rolf Wideröe 1929 vor, hochfrequente Wechselfelder zwischen Zylinderelektroden zu nutzen, die hintereinander auf einer gemeinsamen Achse angeordnet sind. Die Längen der Zylinder (anwachsend entsprechend der zunehmenden Geschwindigkeit der Teilchen) und die Frequenz sind so abgestimmt, dass die Teilchen jeweils zwischen den Elektroden beschleunigt werden.
Fast gleichzeitig entwickelte Ernest Lawrence das Zyklotron. Das erste Zyklotron wurde ab 1930 in Berkeley in Zusammenarbeit mit M. Stanley Livingston gebaut. In ihm bewegen sich die geladenen Teilchen in einem Magnetfeld auf spiralförmiger Bahn von der Mitte nach außen und werden regelmäßig beim Passieren des Spalts zwischen zwei D-förmigen Elektroden beschleunigt. Heutige Zyklotrone erreichen Teilchenenergien bis zu einigen 100 MeV.
Ein anderer, nur für leichte Teilchen wie Elektronen geeigneter Typ eines Umlaufbeschleunigers mit annähernder Kreisbahn war das Betatron (Wideröe, Kerst, Max Steenbeck). Es hatte keine Elektroden, sondern das zur Beschleunigung nötige elektrische Feld wurde durch zeitliche Änderung des Magnetfeldes induziert. Um 1950 wurden mit Betatrons Elektronen bis auf 300 MeV beschleunigt.

### Ab etwa 1950: der GeV-Bereich
Die Größe der nötigen Vakuumkammer und der Magnete begrenzt die Baumöglichkeit von Zyklotronen. Der nächste Schritt auf dem Weg zu immer höherer Teilchenenergie war daher die Beschleunigung auf einer trotz wachsender Energie gleichbleibenden Bahn, entweder in gerader Anordnung (Linearbeschleuniger) oder als Umlaufbahn in Ringbeschleunigern mit regelmäßig angeordneten einzelnen Ablenkmagneten. Für die Beschleunigung kam wieder das ursprüngliche Prinzip von Wideröe zum Einsatz, jedoch erfolgt sie statt zwischen Zylinderelektroden in besonders geformten Hohlraumresonatoren. Diese werden in modernen Anlagen wegen der Energieersparnis möglichst supraleitend ausgeführt. Auch für die Magnetspulen wird teilweise Supraleitung eingesetzt.
Linearbeschleuniger haben den Vorteil, dass die Teilchen keine Energieverluste durch Synchrotronstrahlung erleiden, wie sie bei Ringbeschleunigern unvermeidlich sind. (Es gibt allerdings auch Nutzungen der Synchrotronstrahlung und deshalb speziell zu ihrer Gewinnung betriebene Elektronensynchrotrone, siehe unten.) Ringbeschleuniger haben dagegen den Vorteil, dass bei jedem Umlauf des Teilchenpakets dieselben Beschleunigungseinheiten wiedergenutzt werden, und sind insofern wirtschaftlicher.
Solche Ringbeschleuniger, bei denen Beschleunigung und Ablenkung der nahezu auf Lichtgeschwindigkeit beschleunigten Teilchen synchronisiert sind (Synchrotron), wurden nach Ideen von Wladimir Iossifowitsch Weksler (vom Lebedew-Institut) und von Edwin McMillan (in Berkeley) aus der Mitte der 1940er Jahre nach dem Zweiten Weltkrieg projektiert, das Bevatron von Lawrence in Berkeley (1954) und das Cosmotron in Brookhaven (1952 unter Leitung von Livingston). Mit dem Bevatron wurden Protonen bis auf etwa 6 GeV (Gigaelektronenvolt) beschleunigt.
Ein wichtiger Fortschritt war Anfang der 1950er Jahre die Erfindung der „starken Fokussierung“. Die Ablenkmagnete wurden mit abwechselnd nach beiden Seiten angeschrägten Polschuhen versehen, so dass die Magnetfelder quer zur Teilchen-Flugrichtung Gradienten mit wechselnder Richtung haben. Dies ergibt eine Stabilisierung (Fokussierung) der Teilchenbahnen. Auf die Ablenkung eines Teilchens in der Querrichtung bezogen entspricht es anschaulich der Hintereinanderanordnung von Sammel- und Zerstreuungslinsen für Licht, mit einer Fokussierung als Nettoeffekt. Die Idee stammte von Ernest Courant, Livingston und Hartland Snyder in den USA (und unabhängig vorher von Nicholas Christofilos). Damit gelang am CERN (Proton Synchrotron, PS, 1960) und in Brookhaven (Alternating Gradient Synchrotron, AGS, 1960) der Bau von Protonen-Synchrotronen im 30-GeV-Bereich. Die heute (2015) größte Synchrotronanlage Large Hadron Collider hat Protonen bis auf 6,5 TeV beschleunigt.

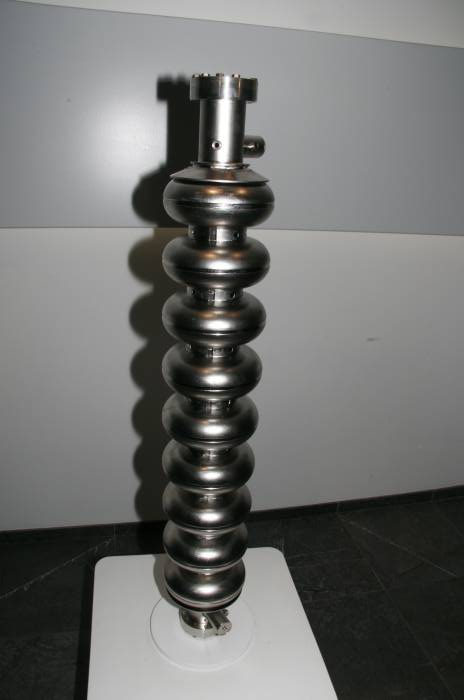
Supraleitender Resonator zur Beschleunigung von Elektronen und Positronen; Länge ≈ 1 m, Resonanzfrequenz 1,3 GHz; hergestellt aus hochreinem Niob.

Hochenergie-Beschleuniger für Elektronen traten erst in den 1960er Jahren in den Vordergrund des Interesses. Beispiele sind der Linearbeschleuniger SLAC und das Synchrotron DESY. Der in weltweiter Zusammenarbeit geplante International Linear Collider ILC soll 30 km Gesamtlänge haben und Elektron-Positron-Stöße mit 500 GeV oder mehr ermöglichen. Der als Beschleunigungselement dafür entwickelte, abgebildete Hohlraumresonator besteht aus neun elliptisch geformten Zellen (Rotationsellipsoiden). Die Länge einer einzelnen Zelle ist so gewählt, dass sich das elektrische Feld der Welle gerade umkehrt, wenn ein Teilchen in die nächste Zelle eintritt. Bei typischen Betriebstemperaturen um 2 K ist die Niob-Kavität supraleitend und benötigt weniger Energie zum Betrieb als herkömmliche Kavitäten aus Kupfer. Mit diesem Resonatortyp ist ein Energiegewinn von mehr als 40 MeV pro Meter erreicht worden.
Ende der 1960er Jahre begannen Entwurf und Bau großer Beschleuniger für schwere Ionen wie dem UNILAC am GSI Helmholtzzentrum für Schwerionenforschung. Er beschleunigt Ionen beliebiger Massenzahl auf etwa 11 MeV/u (Megaelektronenvolt pro atomarer Masseneinheit).

### Speicherringe
Ein weiteres wichtiges Konzept, das in den 1960er Jahren entwickelt wurde, ist der Speicherring, ein Synchrotron, das die Teilchen nicht beschleunigt, sondern mit gleichbleibender Energie ansammelt und "aufbewahrt", bis eine hohe Stromstärke des Strahls erreicht ist. Die Speicherring-Idee wurde im Westen von Bruno Touschek propagiert (um 1960), nach dessen Ideen dann in Frascati 1961 der erste Speicherring gebaut wurde, gefolgt von Stanford (CBX, nach Ideen von Gerard Kitchen O’Neill) und Speicherringen in Russland, wo Budker ähnliche Ideen hatte.
Speicherringe für Elektronen dienen heute (2013) hauptsächlich als Quellen für Synchrotronstrahlung. Speicherringe für Ionen dienen der Teilchenphysik insbesondere in der Form als Collider. Dies sind Anlagen mit zwei gegensinnig umlaufenden Strahlen; Stoßprozesse (engl. collision, Zusammenstoß) dieser Teilchen ermöglichen eine fast vollständige Umsetzung der Bewegungsenergie in neue Teilchen (siehe Colliding-Beam-Experiment).
Beispiele für Speicherringe sind:
- SPEAR (Stanford Positron Electron Asymmetric Ring) am SLAC in Stanford (ab 1972, Elektron-Positron-Collider mit zweimal 4 GeV), an dem Charmonium und Tau-Lepton entdeckt wurden.[7]
- am CERN die Intersecting Storage Rings (ISR) (Proton-Antiproton, zweimal 31 GeV, ab 1971), der SPS (ab 1981 zum Proton-Antiproton Collider ausgebaut, zweimal 450 GeV), der Large Electron-Positron Collider (LEP, 1989 bis 2000, zweimal 104 GeV in LEP II) und der heutige Large Hadron Collider (Proton-Proton Collider, mit derzeit (2015) zweimal 6,5 TeV der bisher größte Beschleuniger)
- das Tevatron am Fermilab (ab 1987, Proton-Antiproton Collider, zweimal 900 GeV, ab 2002 mit zweimal 1 TeV; 2011 stillgelegt)
- der ESR, Experimentier-Speicher-Ring am GSI Helmholtzzentrum für Schwerionenforschung
- oder die verschiedenen Speicherringe am DESY (Doris, Petra, Hera).

## Arten
- mit geradliniger Beschleunigung
  - Van-de-Graaff-Beschleuniger
  - Pelletron
  - Tandembeschleuniger
  - Cockcroft-Walton-Beschleuniger
  - Dynamitron
  - Linearbeschleuniger
  - Kielfeld-Beschleuniger

- mit zyklischer Beschleunigung (auf spiralartiger oder rosettenförmiger oder ringförmig geschlossener Bahn)
  - Betatron
  - Zyklotron
  - Mikrotron
  - Synchrotron
  - Speicherring
  - Rhodotron

## Anwendungsgebiete
- Physik: Kernphysik, Teilchenphysik, Kosmologie, Synchrotronstrahlung
- Chemie: Massenspektrometer
- Medizin: Strahlentherapie
- Materialuntersuchung: Durchstrahlungsprüfung
- Industrie: Strahlensterilisation, Lebensmittelbestrahlung, Elektronenstrahlschweißen, Röntgenlithographie, Elektronenstrahllithographie

## Synchrotronstrahlung
Synchrotronstrahlung war ursprünglich ein „Abfallprodukt“ großer, für die physikalische Forschung gebauter Elektronenbeschleuniger (z. B. im HASYLAB beim DESY). Sie wird heutzutage vielfältig in der Materialforschung, zur medizinischen Diagnostik, Strukturanalyse von Biomolekülen und anderen Anwendungen eingesetzt und dafür in vielen eigens dafür gebauten Elektronen-Beschleunigeranlagen erzeugt.
Ein Sonderfall der Erzeugung von Synchrotronstrahlung ist der Freie-Elektronen-Laser.

## Auszeichnungen
Für Leistungen auf dem Gebiet der Beschleunigerphysik werden der Robert R. Wilson Prize, der IEEE Particle Accelerator Science and Technology Award, die EPS Accelerator Group Prizes und der USPAS Prize for Achievement in Accelerator Physics and Technology verliehen. Nobelpreise auf diesem Gebiet wurden bisher an Ernest Lawrence, John Cockcroft, Ernest Walton, Edwin McMillan und Simon van der Meer vergeben. Außerdem basieren zahlreiche weitere Nobelpreise auf Entdeckungen, die an Teilchenbeschleunigern gemacht wurden.

### Moderne Werke
- Ragnar Hellborg (Hrsg.): Electrostatic Accelerators: Fundamentals and Applications (= Alexander Chao, Christian W. Fabjan, Rolf-Dieter Heuer, Takahiko Kondo, Franceso Ruggiero [Hrsg.]: Particle Acceleration and Detection). Springer Berlin Heidelberg, Berlin, Heidelberg 2005, ISBN 978-3-540-23983-3, doi:10.1007/b138596 (englisch).
- Frank Hinterberger: Physik der Teilchenbeschleuniger und Ionenoptik. Springer Berlin Heidelberg, Berlin, Heidelberg 2008, ISBN 978-3-540-75281-3, doi:10.1007/978-3-540-75282-0.
- Helmut Wiedemann: Particle Accelerator Physics (= Graduate Texts in Physics). 4. Auflage. Springer International Publishing, Cham 2015, ISBN 978-3-319-18316-9, doi:10.1007/978-3-319-18317-6 (englisch, Buch ist Open Access).
- S Y Lee: Accelerator Physics. 4. Auflage. World Scientific, 2019, ISBN 978-981-3274-67-9, doi:10.1142/11111 (englisch, Buch ist Open Access durch SCOAP3-Programm).
- Alexander Wu Chao, Maury Tigner, Hans Weise, Frank Zimmermann: Handbook of Accelerator Physics and Engineering. 3. Auflage. World Scientific, 2023, ISBN 978-981-12-6917-2, doi:10.1142/13229 (englisch).

### Sachbücher, Historie und Andere
- Andrew Sessler, Edmund Wilson: Engines of Discovery: A Century of Particle Accelerators. World Scientific, 2007, ISBN 978-981-270-070-4, doi:10.1142/6272 (englisch).
- Carl Freytag, Wolfgang W. Osterhage: Wie man Elementarteilchen entdeckt. Springer Berlin Heidelberg, Berlin, Heidelberg 2016, ISBN 978-3-662-49955-9, doi:10.1007/978-3-662-49956-6.
- Tommaso Dorigo: Anomaly! Collider Physics and the Quest for New Phenomena at Fermilab. World Scientific, 2016, ISBN 978-1-78634-110-5, doi:10.1142/q0032 (englisch).

### Skripte
- Hannes Aiginger, Karin Poljanc: Teilchenbeschleuniger. Atominstitut der Österreichischen Universitäten 2005 (cern.ch [PDF]).
- Otmar Biebel: Physik der Teilchenbeschleuniger. LMU München 2003 (uni-muenchen.de).

### Ältere Werke
- Rudolf Kollath: Teilchenbeschleuniger (= Die Wissenschaft. Band 109). 2. Auflage. Friedr. Vieweg & Sohn, 1962.
- Herbert Daniel: Beschleuniger. Vieweg & Teubner, 1974, ISBN 978-3-519-03029-4.
- Klaus Wille: Physik der Teilchenbeschleuniger und Synchrotronstrahlungsquellen (= Teubner Studienbücher Physik). Vieweg+Teubner Verlag, Wiesbaden 1996, ISBN 978-3-519-13087-1, doi:10.1007/978-3-663-11039-2.